# 01 نت.كوم
01 نت (01net) هو موقع ويب فرنسي يعالج واقع المعلوماتية والتقنية الجديدة. وفق أليكسا إنترنت فإن هذا الموقع هو من بين 100 موقع الأكثر زيارة في فرنسا في دجنبر 2011. يتضمن هذا الموقع الكثير من البرامج الهامة ذات التحميل المجاني. ودورات دروس الإعلام الآلي، والإنتاج.
ويقدم الموقع أخبار فائقة واختبارات المنتج، ونصائح مفيدة وأكثر من 80,000 من البرمجيات المتاحة للتحميل من خلال عموده «تحميل.كوم» ، حيث اسم مجاله: تحميل.كوم (www.telecharger.com).
كمواقع التحميل الأخرى، يقترح 01 نت تحميل البرنامج مع أداة مخصصة يتم شحنها بالعروض التجارية. إذا لم يكن المستخدم موليا بالاهتمام، كان يقوم بتثبيته بشكل افتراضي على جهاز الكمبيوتر الخاص به. وبعد سنوات من جدل، اقترح 01 نت لإزالته من على منصته في يناير 2016 .